# Mortagne-sur-Sèvre
Mortagne-sur-Sèvre – miejscowość i gmina we Francji, w regionie Kraj Loary, w departamencie Wandea.
Według danych na rok 1990 gminę zamieszkiwały 5 724 osoby, a gęstość zaludnienia wynosiła 261 osób/km² (wśród 1504 gmin Kraju Loary Mortagne-sur-Sèvre plasuje się na 68. miejscu pod względem liczby ludności, natomiast pod względem powierzchni na miejscu 486.).